# Рух (Львів)
«Рух» (Львів) — український футбольний клуб, що представляє місто Львів із сезону 2020/21 в Прем'єр-лізі.
Срібний призер першої ліги 2019/20. Срібний призер другої ліги 2016/17. Чемпіон (2014) та срібний призер (2013, 2015) першості України серед аматорів. Чотириразовий чемпіон Прем'єр-ліги Львівської області (2012, 2013, 2014, 2015).

## 2003—2010— Мирон Маркевич
У 2003 році з ініціативи Мирона Маркевича (народився в Винниках) був створений футбольний клуб під назвою «Рух». Своєю метою створення дитячо-юнацької футбольної школи Мирон Маркевич бачив у втіленні мрії батька Богдана Маркевича — успішного галицького тренера та збереженні традицій винниківського футболу. На запитання, чому саме назва «Рух», Маркевич відповів:
«Тому що Рух — це життя!»
Тогож року за ініціативою Маркевича була відкрита дитяча футбольна школа «Рух», де директором був призначений Юрій Гданський, а тренерами Роман Гданський, Ігор Дідик, Маркіян Шкраба, Олег Лега.

## 2010—2020— Григорій Козловський

### Прем'єр-Ліга Львівської області
У 2009 році Маркевич створив дорослу футбольну команду «Рух», президентом якої у 2010 став Григорій Козловський, а головним тренером Роман Гданський. Випусники школи «Руху» почали грати в чемпіонаті Львівської області. Дебют «Руху» на найвищому обласному рівні припав на 2010 рік. Тоді, за словами тренерів, було непросто, оскільки довелося грати лише власними вихованцями.
Значно успішнішими справи стали у команди тоді, коли президентом клубу став відомий меценат Григорій Козловський. Фактично на другий сезон після того, як Григорій Козловський став опікуватися командою, «Рух» вперше у своїй історії став чемпіоном обласної Прем'єр-ліги.
Тоді команда під керівництвом Романа Гданського виграла золоті медалі. Наступні три сезони «Рух» нікому не віддавав чемпіонство. Перемоги «Руху» у 2012—2015 роках означали повторення рекорду «Явора» з Яворова, який вигравав чемпіонат Львівщини у 1995—1998 роках. Окрім чотирьох поспіль чемпіонств, «Рух» тричі ставав володарем Кубка Львівщини (2012, 2014, 2015), володарем Суперкубка області (2013), переможцем меморіалу найуспішнішого тренера в історії львівських «Карпат» Ернеста Юста (2012—2014).

### Шлях з аматорів до професіоналів
17 жовтня 2014 року футбольний клуб «Рух» вперше у своїй історії став чемпіоном України з футболу серед аматорських команд. У фіналі турніру, що відбувся у Вінниці, «Рух» з рахунком 1:0 обіграв АФ «П'ятихатська» зі селища Петрового, що в Кіровоградській області.
Єдиний гол у цьому матчі забив нападник Олег Шептицький. Також 2013-го та 2015 років «Рух» ставав фіналістом чемпіонату України серед аматорів, відповідно ставши єдиною командою в історії, яка зіграла у трьох фіналах поспіль. Неодноразово винниківський «Рух» «гримів» на всю Україну тим, що до свого складу запрошував і титулованих футболістів. Окрім багатьох гравців, що свого часу пограли на найвищому рівні не тільки в Україні, а й у різних міжнародних клубах, за «Рух» виступали колишні гравці київського «Динамо» Олександр Алієв та Максим Шацьких.

### Професійний час у нижчих дивізіонах 2016—2020
- Друга ліга сезон 2016/2017

Прощання з аматорським футболом, яке відбулося 20 липня 2016 року, «Рух» ознаменував розгромом, здобувши перемогу в першому попередньому раунді Кубка України над «Гірником» зі Соснівки (3:0). Голами відзначилися Олексій Омельченко, Роман Іванов та Олег Шептицький. У другій лізі винниківська команда офіційно дебютувала 24 липня 2016 року. І теж відзначилася розгромом, декласувавши «Іллічівець-2» з Маріуполя (6:0). Голи на рахунку Олексія Омельченка (двічі), Андрія Кікотя, Святослава Козловського, Олега Шептицького та Бориса Баранця.
Загалом професійний чемпіонат «рухівці» розпочали з 6 перемог поспіль, чим одразу окреслили своє реноме фаворита сезону. У підсумку в турнірній таблиці футболісти винниківської команди фінішували другими (32 матчі, 23 перемоги, 5 нічиїх, 4 поразки, різниця м'ячів — 68:24, 74 очки), поступившись лідеру — одеській «Жемчужині» — на 2 пункти. Таким чином «Рух» одразу зі старту здобув путівку в Першу лігу українського футболу. У Кубку України сезону-2016/2017 «рухівці» зупинилися у другому попередньому раунді, коли за дуже суперечливого арбітражу (незарахований гол у ворота гостей) поступилися в домашньому матчі київському «Арсеналу» (2:3).
10 листопада 2016 Роман Гданський через проблеми із здоров'ям подав у відставку новим тренером Руху став відомий екс-футболіст Руслан Мостовий.
Під керівництвом головного тренера Романа Гданського колектив провів 19 ігор (15 перемог, 1 нічия, 3 поразки). Руслан Мостовий очолював «Рух» у 15 матчах сезону (9 перемог, 4 нічиї, 2 поразки). Їм активно допомагав досвідчений фахівець Олександр Іванов та весь тренерський штаб клубу
- Перша ліга сезон 2017/2018

У Першій лізі «Рух» дебютував 15 липня 2017 року перемогою над «Колосом» із Ковалівки (1:0). Єдиний гол у цьому історичному матчі красивим ударом забив Володимир Заставний. За підсумками сезону «рухівці» фінішували на 7-му місці (34 матчі, 14 перемог, 9 нічиїх, 11 поразок, різниця м'ячів — 36:30, 51 очко). Найкращим бомбардиром команди став Віктор Хомченко — 6 голів (за системою «Гол» + «Пас» — 11 (6+5). У матчі першого попереднього раунду Кубка України сезону-2017/2018 «Рух» переміг на виїзді «Чайку» з Петропавлівської Борщагівки (2:0). І знову, як і рік тому, вибув зі змагань на етапі другого попереднього раунду. Цього разу кубковий шлях винниківському колективу перекрив «Гірник-Спорт» із Горішніх Плавнів — нічия в основний час 1:1 і перемога гостей стадіону імені Богдана Маркевича в додатковий час — 3:1.
11 серпня 2017 Руслан Мостовий був звільнений команду очолив відомий екс-футболіст та не менш успішний тренер Володимир Мазяр проте вже 12 листопада за взаємною згодою сторін угоду було розірвано команду очолив екс-гравець Руха Андрій Кікоть.
Руслан Мостовий попрацював головним тренером упродовж 7 матчів у сезоні (2 перемоги, 5 поразок), Володимир Мазяр очолював винниківський колектив протягом 16 ігор (5 перемог, 7 нічиїх, 4 поразки), Андрій Кікоть перебував біля керма команди 13 поєдинків (8 перемог, 2 нічиї, 3 поразки).
- Перша ліга сезон 2018/2019

Перший матч другого для себе сезону в Першій лізі «Рух» провів 21 липня 2018 року та поступився вдома «Дніпру-1» (1:3). У літньо-осінній частині чемпіонату команда зіграла 16 поєдинків (2 перемоги, 5 нічиїх, 9 поразок, різниця м'ячів — 12:27, 11 очок). У переліку ігор не враховано домашню перемогу над «Коброю» (2:1), адже харків'ян згодом офіційно зняли зі змагань, а результат анулювали. Таким чином зимувати винниківські футболісти пішли на 13-му місці. У Кубку України сезону-2018/2019 «рухівці» стартували відразу з другого попереднього раунду. І традиційно на цьому етапі й зупинилися, поступившись у Білозір'ї друголіговій «Черкащині-Білозір'ю» (1:3).
Андрій Кікоть очолював жовто-чорних упродовж 9 матчів (1 перемога, 1 нічия, 7 поразок) (враховано гру з «Коброю») після чого пішов у відставку 9 вересня 2018 далі 2 футбольні зустрічі командою керував тренерський штаб на чолі з Віталієм Романюком і Романом Манориком (2 нічиї), Юрій Вірт очолив команду 26 весерня 2018 попрацював з «Рухом» протягом 7 поєдинків і 14 листопада подав у відставку (2 перемоги, 2 нічиї, 3 поразки).
1 лютого 2019 року «Рух» отримав нового керманича. Відповідальну місію очолити клуб президент «жовто-чорних» Григорій Козловський довірив у руки відомого білоруського фахівця Леоніда Кучука. Результати не забарились: у 12 матчах сезону 2018/19 «рухівці» здобули 6 перемог, 5 разів зіграли внічию і лише одного разу зазнали поразки. 23 очки з 36 можливих — за підсумками другої частини чемпіонату це другий результат Першої ліги. Сезон «Рух» завершив на 11-й сходинці. Підсумували його підопічні Кучука суперпереконливою перемогою в останньому турі над «Сумами» — 10:1. До речі, то був лише другий випадок в історії Першої ліги, коли в одній грі команда забивала 10 або й більше м'ячів. Подібне траплялось аж у далекому 1995-му.
- Перша ліга сезон 2019/2020

Окрім якісної гри, команда у першій половині сезону 2019/20 продемонструвала ще й високий результат. На зимову перерву «жовто-чорні» пішли лідерами Першої ліги, щоправда, опісля — були змушені попрощатися з Леонідом Кучуком. Угода з білоруським фахівцем була припинена за обопільною згодою сторін. Біля керма «жовто-чорних» наставник провів 32 офіційні матчі. У його активі 18 перемог, 8 нічиїх та 6 поразок. До речі, на професійній арені Леонід Станіславович найдовше серед усіх коучів працював із «рухівцями» — 313 днів.
Наступником Кучука на чолі «Руху» став 53-річний фахівець Юрій Бакалов, про призначення якого президент клубу Григорій Козловський оголосив 14 грудня. В офіційних матчах Юрію Михайловичу так і не вдалося дебютувати як головному тренерові «жовто-чорних». Через проблеми зі здоров'ям за кілька днів до рестарту чемпіонату Першої ліги Юрій Бакалов залишив «Рух».
15 червня 2020 року Президент клубу Григорій Козловський представив команді нового наставника. Ним став 32-річний Іван Федик, який раніше працював у штабі Леоніда Кучука його асистентом. Наймолодший головний тренер серед усіх наставників Першої ліги прийняв команду за кілька днів до відновлення змагань у Першій лізі. Аби вирішити завдання виходу «Руху» в Прем'єр-лігу, в Івана Зіноновича було 11 турів. Попри невдалий старт команди, із викликом молодий наставник впорався. У 12 матчах «жовто-чорні» здобули 5 перемог, 4 матчі завершилися нічийними рахунками та лише в одному протистоянні «рухівці» поступилися. Одною з ключових для «Руху» стала домашня перемога над «Минаєм» на фінішній прямій сезону — 1:0. Гарантували право на підвищення у класі львів'яни після впевненої перемоги над «Авангардом» — 4:0. У турнірній таблиці Першої ліги сезону 2019/2020 «Рух» посів другу сходинку, ставши срібним призером Чемпіонату. У активі «жовто-чорних» — 61 заліковий пункт. Історичне досягнення «Руху», який у сезоні 2020/21 здобув право зіграти в Українській Прем'єр-лізі.

### Ребрендинг клубу
24 липня 2019 року — відправна точка в історії оновленого «Руху». В цей день клуб із Винників зробив одразу декілька сенсаційних заяв: перша — Ігор Дедишин — відтепер генеральний директор, друга — команда переїжджає до Львова і змінює свою емблему. Нова емблема клубу покликана позиціонувати футболістів «Руху», як воїнів із міцним характером і непереможним духом, команду захисників цінностей, принципів і переконань галицького регіону і славного міста короля Данила. Новий логотип футбольного клубу «Рух» (Львів) — це абстрактний символ із п'яти жовтих смуг, який викликає безліч асоціацій, як-то щит, подряпину від кігтів, гриву лева, маску лицаря та ін. Оригінальна емблема виконана у стилі мінімалізму, який зараз у тренді по цілому світі. Творці лого — українська дизайнерська група «Brendari» з Івано-Франківська, яка працює на ринку графічного дизайну з 2007 року..

## З 2020— Юлія Думанська
У травні 2020 було офіційно оголошено що багаторічний президент клубу Григорій Козловський покидає свою посаду. Він став почесним президентом клубу, а посаду президента клубу зайняла Юлія Думанська. 30 серпня 2021 було оголошено, що Емре Караахметоглу став віце-президентом клубу.

### Прем'єр-ліга України

#### Сезон 2020/21
«Рух» почав сезон у Полтаві, де поступився «Ворсклі» 5:2 (перший гол у Прем'єр-Лізі для «Руху» забив Валерій Федорчук. Таке бойове хрещення для «жовто-чорних» стало добрячим потрясінням. Далі була поразка від ковалівського «Колоса» — 1:2. А вже у перенесному матчі 2-го туру проти донецького «Шахтаря» «рухівці» у рідних стінах забрали залікові пункти в чинного чемпіона України. Протистояння завершилося бойовою нічиєю — 1:1. Дебютну перемогу в УПЛ «жовто-чорні» здобули у заключному 13-му турі першого кола. Підопічні Івана Федика на «Арені Львів» декласували СК «Дніпро-1» — 4:1. На зимову перерву клуб пішов на 12 позиції. У зимове трансферне вікно клуб оголосив про підсилення, було підписано гравця збірної Ісландії, чвертьфіналіста Чемпіонату світу 2018 Рагнара Сігюрдссона, орендовано на 1,5 року екс-гравця збірної України Андрія Борячука. Перший сезон у Вищій лізі Рух завершив на 10 позиції (6 перемог, 10 нічіїв, 10 поразок) з 28 заліковими пунктами.
Протягом першого сезону головний тренер задіяв чимало гравців, останнім дебютантом в сезоні 2020/2021 став Марко Сапуга який виявився 40-им гравцем Руху який вийшов на поле в дебютному для львів'ян сезоні. Окрім того, на полі дебютував Юрій-Вородимир Герета який став наймолодшим гравцем Руху в історії та Прем'єр Лізі України.

#### Сезон 2021/22
Після невдалого старту сезону пост головного тренера Руху покинув Іван Федик в новому сезоні він був біля керма команди 2 матчі в яких зазнав двох прикрих поразок.
Команду знову очолим Леонід Кучук який зміг виправити ситуацію проте сезон 2021/22 не був дограний через російське військове вторгнення в Україну.

### Сезон 2022/23
Попре складне становище в країні в якій триває війна УАФ вирішили, що Україна не може бути без футболу і тому було вирішено провести сезон з футболу. 19 березня 2023 року Леонід Кучук був відправлений в відставку.

## Досягнення
- Срібний призер Першої ліги України: 2019–2020
- Срібний призер Другої ліги України: 2016–2017
- Чемпіон України серед аматорів: 2014
- Віце-чемпіон України серед аматорів: 2013, 2015
- Чемпіон Львівської області: 2012, 2013, 2014, 2015
- Володар суперкубка Львівської області: 2013
- Володар кубка Львівської області: 2012, 2014. 2015
- Переможець турніру пам'яті Ернеста Юста: 2012, 2013, 2014

## Виступи в чемпіонатах України
| Сезон     | Ліга         | М       | І  | В  | Н  | П  | ГЗ | ГП | О  | Кубок України | Примітка             |
| --------- | ------------ | ------- | -- | -- | -- | -- | -- | -- | -- | ------------- | -------------------- |
| 2016–2017 | Друга        | 2 з 17  | 32 | 23 | 5  | 4  | 68 | 24 | 74 | 1/32 фіналу   | Підвищення           |
| 2017–2018 | Перша        | 7 з 18  | 34 | 14 | 9  | 11 | 39 | 30 | 51 | 1/32 фіналу   |                      |
| 2018–2019 | Перша        | 11 з 15 | 28 | 8  | 10 | 10 | 35 | 35 | 34 | 1/32 фіналу   |                      |
| 2019–2020 | Перша        | 2 з 16  | 30 | 18 | 7  | 5  | 51 | 21 | 61 | 1/16 фіналу   | Підвищення           |
| 2020–2021 | Прем'єр-ліга | 10 з 14 | 26 | 6  | 10 | 10 | 27 | 39 | 28 | 1/16 фіналу   |                      |
| 2021–2022 | Прем'єр-ліга | 11 з 16 | 17 | 4  | 6  | 7  | 16 | 21 | 18 | 1/8 фіналу    | Чемпіонат не дограно |
| 2022–2023 | Прем'єр-ліга | 11 з 16 | 30 | 7  | 11 | 12 | 31 | 37 | 32 | Не проводився |                      |
| 2023–2024 | Прем'єр-ліга | 6 з 16  | 30 | 12 | 13 | 5  | 44 | 31 | 49 | 1/8 фіналу    |                      |
| 2024–2025 | Прем'єр-ліга | 8 з 16  | 30 | 9  | 11 | 10 | 30 | 27 | 38 | 1/4 фіналу    |                      |

## Відвідуваність матчів
Станом на 11 грудня 2021 року
- У сезоні 2019/20, через пандемію COVID-19, «Рух» провів 9 домашніх матчів із глядачами, 6 домашніх матчів відбулися без глядачів.
- У сезоні 2020/21, через пандемію COVID-19, «Рух» провів 6 домашніх матчів із глядачами, 7 домаш без глядачів.

## Відомі гравці
| Ім'я та прізвище гравця | Громадянство | Роки виступів | Чим відомий |
| ----------------------- | ------------ | ------------- | --- |
| Олександр Алієв         | Україна      | 2015          | Гравець збірної України 2008—2012, учасник ЧЄ-2012 Чемпіон України: 2002/03, 2003/04, 2006/07, 2008/09 Володар Кубка України: 2002/03, 2004/05, 2005/06, 2006/07 Володар Суперкубка України: 2006, 2009, 2011 |
| Максим Шацьких          | Узбекистан   | 2015          | Гравець збірної Узбекистану 1999—2011 Чемпіон України: 2000, 2001, 2003, 2004, 2007, 2009 Чемпіон України: 2000, 2001, 2003, 2004, 2007, 2000 Володар Суперкубку України: 2004, 2006                          |
| Сергій Даниловський     | Україна      | 2013          | Гравець збірної України 2007 |
| Валерій Федорчук        | Україна      | 2020-н.ч      | Фіналіст Ліги Європи УЄФА: 2014/15 Володар Суперкубку України: 2016 |
| Рагнар Сігюрдссон       | Ісландія     | 2021          | Гравець збірної Ісландії 1/4 Чемпіонату світу 2018 Чемпіон Швеції: 2007 Чемпіон Данії: 2012/13 |
| Андрій Борячук          | Україна      | 2021-2022     | |
| Абдіхоліков Бобір       | Узбекистан   | 2021          | Гравець збірної Узбекистану 2018-н.ч |
| Діав Папе               | Сенегал      | 2022-н.ч      | Гравець збірної Сенегалу Чемпіон Африканських ігор (U-23): 2015 Чемпіон Литви: 2021 |
| Плюмейн Фредді          | Франція      | 2022          | Гравець збірної Гваделупи 2022-н.ч |

### Гравці «Руху» в збірних
- Узбекистан (1999—2011) Максим Шацьких, грав за «Рух» у 2015—2016
- Україна (2007) Сергій Даниловський, грав за «Рух» у 2013[20]
- Україна (2008—2012) Олександр Алієв, грав за «Рух» у 2015[21]
- Ісландія (2007—2020) Рагнар Сігюрдссон, грав за «Рух» у 2021[22]
- Україна (2018) Андрій Борячук, грав за «Рух» у 2021—2022[23]
- Узбекистан (2018-нинішній час) Бобір Абдіхоліков, грав за «Рух» у 2021[24]
- Сенегал (2019-нинішній час) Папе Діав, грав за «Рух» у 2022[25]
- Гваделупа (2022) Анже-Фредді Плюмейн, грав за «Рух» у 2022[26]

## Рекордсмени

### Найкращі бомбардири в УПЛ(перед сезоном 2024/25)
| №. | Ім'я та прізвище       | Громадянство | Голи |
| -- | ---------------------- | ------------ | ---- |
| 1  | Климчук Юрій           | Україна      | 24   |
| 2  | Таллес Бренер Де Паула | Бразилія     | 12   |
| 3  | Ілля Квасниця          | Україна      | 8    |
| 4  | Василь Руніч           | Україна      | 7    |
| 5  | Кондраков Данило       | Україна      | 6    |
| =  | Борячук Андрій         | Україна      | 6    |
| 7  | Федорчук Валерій       | Україна      | 5    |
| =  | Ярослав Карабін        | Україна      | 5    |
| 9  | Довгий Олексій         | Україна      | 4    |
| =  | Євгеній Пастух         | Україна      | 4    |
| =  | Богдан Слюбик          | Україна      | 4    |
| =  | Богдан Бойчук          | Україна      | 4    |

### Наймолодші дебютанти
| №. | Ім'я та прізвище      | Громадянство | Дебют      | Суперник        | Вік               |
| -- | --------------------- | ------------ | ---------- | --------------- | ----------------- |
| 1  | Герета Юрій-Володимир | Україна      | 25.10.2020 | Зоря (Луганськ) | 16 років 268 днів |
| 2  | Варфоломєєв Іван      | Україна      | 21.02.2021 | Шахтар          | 16 років 334 дні  |
| 3  | Кітела Андрій         | Україна      | 19.10.2022 | Ворскла         | 17 років 310 днів |
| 4  | Сапуга Марко          | Україна      | 09.05.2021 | Дніпро-1        | 17 років 345 днів |
| 5  | Карабін Ярослав       | Україна      | 08.03.2021 | Десна           | 18 років 109 днів |
| 6  | Роман Віталій         | Україна      | 21.08.2021 | Дніпро-1        | 18 років 128 днів |
| 7  | Дідик Роман           | Україна      | 25.07.2021 | Металіст 1925   | 18 років 235 деів |
| 8  | Слюбик Богдан         | Україна      | 09.10.2022 | Динамо          | 18 років 240 днів |

### Воротарі за кількістю сухих матчів в УПЛ
| №. | Ім'я та прізвище  | Громадянство | Сухі матчі |
| -- | ----------------- | ------------ | ---------- |
| 1  | Паньків Юрій      | Україна      | 12         |
| 2  | Ледвій Дмитро     | Україна      | 9          |
| 3  | Бандура Олександр | Україна      | 8          |

## Склад команди
Станом на 18 серпня 2025  року відповідно до офіційної заявки на сайті ПЛ
| №  | Поз. | Нац.     | Гравець               |
| -- | ---- | -------- | --------------------- |
| 1  | ВР   | Україна  | Юрій-Володимир Герета |
| 28 | ВР   | Україна  | Єгор Клименко         |
| 4  | ЗХ   | Україна  | Віталій Холод         |
| 17 | ЗХ   | Україна  | Денис Слюсар          |
| 22 | ЗХ   | Уганда   | Ібрагім Джума         |
| 73 | ЗХ   | Україна  | Ростислав Лях         |
| 75 | ЗХ   | Україна  | Андрій Кітела         |
| 76 | ЗХ   | Україна  | Олексій Товарницький  |
| 92 | ЗХ   | Україна  | Богдан Слюбик         |
| 93 | ЗХ   | Україна  | Віталій Роман         |
| 5  | ПЗ   | Бразилія | Едсон                 |
| 8  | ПЗ   | Молдова  | Влад Рейляну          |

| №  | Поз. | Нац.       | Гравець                          |
| -- | ---- | ---------- | -------------------------------- |
| 10 | ПЗ   | Україна    | Остап Притула                    |
| 15 | ПЗ   | Україна    | Денис Підгурський (віце-капітан) |
| 19 | ПЗ   | Україна    | Євгеній Пастух                   |
| 23 | ПЗ   | Україна    | Юрій Копина                      |
| 56 | ПЗ   | Україна    | Максим Бойко                     |
| 63 | ПЗ   | Україна    | Марко Сапуга (капітан)           |
| 7  | НП   | Бразилія   | Клайвер                          |
| 11 | НП   | Україна    | Василь Руніч                     |
| 47 | НП   | Україна    | Костянтин Квас                   |
| 70 | НП   | Україна    | Назар Касарда                    |
| 77 | НП   | Киргизстан | Бекназ Алмазбеков                |
| 99 | НП   | Гамбія     | Бабукар Фал                      |

### Юнацький склад (U-19)
Станом на 18 серпня 2025  року відповідно до офіційної заявки на сайті ПЛ
| №  | Поз. | Нац.    | Гравець                |
| -- | ---- | ------- | ---------------------- |
| 12 | ВР   | Україна | Олексій Воробйов       |
| 39 | ВР   | Україна | Владислав Максименко   |
| 40 | ВР   | Україна | Микола Сірук           |
| 25 | ЗХ   | Україна | Богдан Левицький       |
| 30 | ЗХ   | Україна | Костянтин Кислянка     |
| 31 | ЗХ   | Україна | Максим Баршак          |
| 32 | ЗХ   | Україна | Ростислав-Назар Дяк    |
| 33 | ЗХ   | Україна | Арсен Залипка          |
| 38 | ЗХ   | Україна | Дмитро Соломон         |
| 44 | ЗХ   | Україна | Максим Нанашко         |
| 58 | ЗХ   | Україна | Олексій Піскун         |
| 59 | ЗХ   | Україна | Ерік Калінець          |
| 79 | ЗХ   | Україна | Володимир Ясінський    |
| 84 | ЗХ   | Україна | Юрій Кігніцький        |
| 34 | ПЗ   | Україна | Данило Слива           |
| 35 | ПЗ   | Україна | Денис Гордєєв          |
| 37 | ПЗ   | Україна | Ілля Островський       |
| 41 | ПЗ   | Україна | Олег Клеутін           |
| 45 | ПЗ   | Україна | Михайло Дзюнь          |
| 49 | ПЗ   | Україна | Володимир Шелепінський |
| 52 | ПЗ   | Україна | Кирило Рибак           |
| 55 | ПЗ   | Україна | Артем Угринчук         |

| №  | Поз. | Нац.    | Гравець            |
| -- | ---- | ------- | ------------------ |
| 57 | ПЗ   | Україна | Нестор Лоїк        |
| 60 | ПЗ   | Україна | Арсен Іванців      |
| 61 | ПЗ   | Україна | Артем Літвінчук    |
| 64 | ПЗ   | Україна | Іван Саврацький    |
| 67 | ПЗ   | Україна | Гліб Леоненко      |
| 71 | ПЗ   | Україна | Артур Муха         |
| 78 | ПЗ   | Україна | Мухаммад Джурабаєв |
| 80 | ПЗ   | Україна | Владислав Фіцик    |
| 81 | ПЗ   | Україна | Макар Рибальченко  |
| 20 | НП   | Україна | Олег Дзюринець     |
| 42 | НП   | Україна | Олександр Кройтарь |
| 43 | НП   | Україна | Олександр Гоч      |
| 48 | НП   | Україна | Ролан Мустафаєв    |
| 50 | НП   | Україна | Іван Денисов       |
| 51 | НП   | Україна | Ілля Бодак         |
| 53 | НП   | Україна | Юрій Мужиловський  |
| 54 | НП   | Україна | Назар Бондар       |
| 62 | НП   | Україна | Артем Федушко      |
| 65 | НП   | Україна | Дмитро Себро       |
| 66 | НП   | Україна | Максим Угрік       |
| 95 | НП   | Україна | Богдан Кирикович   |

## Головні тренери
Нижче наведено список тренерів Рух (Львів).
| Ім'я та прізвище тренера | Громадянство | Час на посаді | Трофеї |
| ------------------------ | ------------ | ------------- | --- |
| Роман Гданський          | Україна      | 2009-2016     | Чемпіон України серед аматорів (2014) Віце-чемпіон України серед аматорів (2013, 2015) Чемпіон Львівської області (2012, 2013, 2014, 2015) Кубок Львівської області (2012, 2013, 2015) Суперкубок Львівської області (2013) |
| Руслан Мостовий          | Україна      | 2016-2017     | Призер Другої Ліги України: (2016/2017) |
| Володимир Мазяр          | Україна      | 2017          | |
| Андрій Кікоть            | Україна      | 2017-2018     | |
| Юрій Вірт                | Україна      | 2018          | |
| Леонід Кучук (І-й раз)   | Білорусь     | 2019          | |
| Юрій Бакалов             | Україна      | 2019-2020     | |
| Іван Федик               | Україна      | 2020-2021     | Перша Ліга України (2019/2020) |
| Леонід Кучук (ІІ-й раз)  | Білорусь     | 2021-2023     | |
| Віталій Пономарьов       | Україна      | 2023- н.ч     | |

### Статистика тренерів в УПЛ
Станом на 11 серпня 2023 року
| Тренер             | Сезон               | Матчі | Виграв | Нічія | Програв | Очки |
| ------------------ | ------------------- | ----- | ------ | ----- | ------- | ---- |
| Федик Іван         | 2020/2021 2021/2022 | 28    | 6      | 10    | 12      | 28   |
| Кучук Леонід       | 2021/2022 2022/2023 | 32    | 8      | 11    | 15      | 35   |
| Пономарьов Віталій | 2022/2023 2023/2024 | 15    | 5      | 6     | 4       | 21   |

## Керівництво клубу
| Ім'я та прізвище президента | Громадянство | Час на посаді |
| --------------------------- | ------------ | ------------- |
| Маркевич Мирон              | Україна      | 2003-2010     |
| Козловський Григорій        | Україна      | 2010-2020     |
| Думанська Юлія              | Україна      | 2020-н.ч      |

## Тренерський штаб і адміністрація
| Керівництво | Тренерський штаб |
| --- | --- |
| - Президент — Юлія Думанська - Почесний президент — Григорій Козловський - Генеральний директор — Ігор Дедишин - Спортивний директор — Володимир Лапіцький - Виконавчий директор — Ростислав Пузанський | - Головний тренер — Віталій Пономарьов - Тренер з фізпідготовки — Віталій Романюк - Тренер — Іван Шуга - Тренер-аналітик — Мар'ян Шевчук - Тренер-відеоаналітик — Віктор Чижик - Тренер воротарів — Андрій Радь |